# Hôtel de l'Intendance (Bordeaux)
Pour les articles homonymes, voir Hôtel de l'Intendance.
L'hôtel de l'Intendance, ou hôtel des intendants, est un hôtel particulier situé à Bordeaux, en France. D'abord château fort, il a ensuite servi de résidence aux Intendants de la généralité de Guyenne sous l'Ancien régime.

## Localisation
Aujourd'hui l'hôtel particulier est situé 4, rue Paul-Painlevé, tout près du cours de l'Intendance auquel il a donné son nom.
À l'origine la propriété s'étendait entre la place Puy-Paulin, la rue Guillaume-Brochon, la rue Sainte-Catherine et le cours de l'Intendance. 

## Histoire

### Le château Puy-Paulin

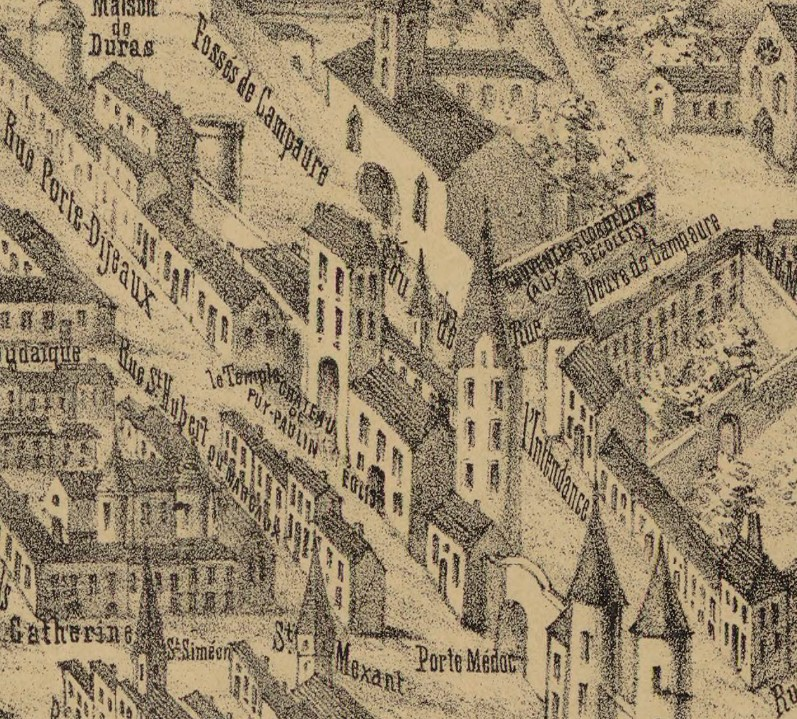
Château Puy-Paulin en 1550, reconstitution de 1860.

Au IIIe siècle, quand Bordeaux est encore Burdigala, Pontius Paulinus, descendant d'une grande famille romaine, fait construire un palais appelé Podium-Paulinus, Puy-Paulin, signifiant « la hauteur de Paulin ». En effet, même si son altitude est faible, 12 mètres au dessus de la Garonne, le site constitue avec le mont Judaïque l'un des points culminants de la ville. C'est dans cette demeure que naît son petit-fils, Saint Paulin, futur évêque de Nole, élève et ami d'Ausone.
Au siècle suivant, la ville se protège par un premier rempart, appelé castrum, qui enclave le Puy-Paulin, qui se fortifie lui-même.
Au XIIe siècle, Pey de Bordeaux remplace le vieux palais, détruit par les invasions, par un château fort appuyé sur le mur de la cité, et dont le corps de logis englobe trois tours romaines. Un de ses descendants, Amanieu, transmit au XIVe siècle le château aux Captaux de Buch. Il demeure dans la famille des Grailly et des Grailly de Foix jusqu'à la Bataille de Castillon en 1453. Le roi de France victorieux Charles VII, le confisque alors, mais son fils Louis XI le restitue en 1462 à la famille Grailly de Foix. A cette époque le château est une suite de bâtiments dont le plus ancien était situé entre deux tours, construite sur les fondations mêmes de l'enceinte romaine. Au nord se trouve un jardin et une cour séparés par un grille ; au sud, l'église de Puy-Paulin.

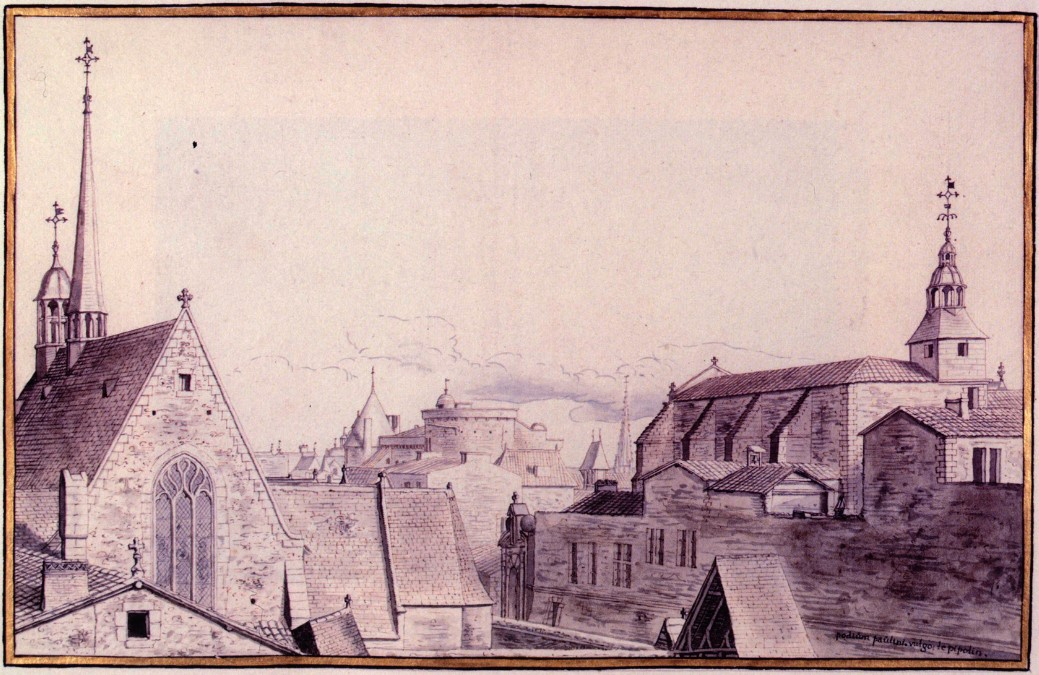
Le Puy-Paulin, vu par Herman van der Hem en 1638.

Au XVIe siècle, le château est notamment habité par l'évêque érudit François de Foix de Candale. Il reste dans la famille des Foix de Candale jusqu'à ce que Henri-François de Foix Candale, héritier des ducs d’Épernon mais perclus de dettes, le vende le 3 novembre 1707 au roi Louis XIV, pour y loger les intendants de Guyenne.

### L'hôtel des intendants de Guyenne
À partir du XVIIIe siècle, le château Puy-Paulin devient le logement de fonction des intendants de Guyenne. Nommés par le roi et ne dépendant que de lui, les intendants étaient chargés de surveiller la justice, maintenir l'ordre public, assurer la police, et veiller au recouvrement des impôts. Administrateurs autoritaires et efficaces, ils vont progressivement disposer de plus de pouvoir que les gouverneurs de province, Colbert faisant d'eux les agents privilégiés de la centralisation monarchique.

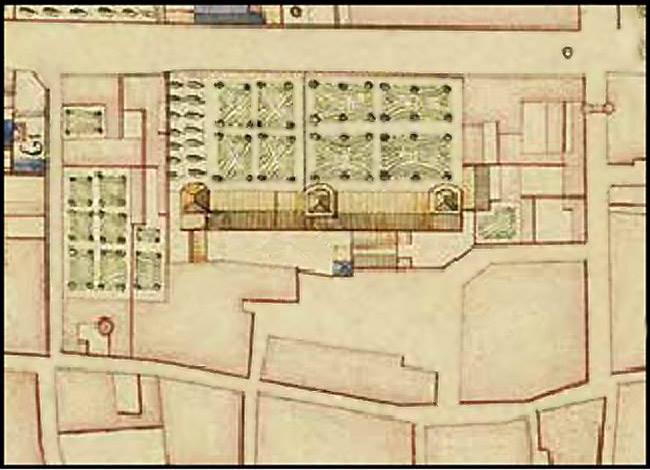
Plan du Puy-Paulin en 1705.

Après l'acquisition en 1707 du château Puy-Paulin par le roi Louis XIV, la demeure est modernisée et embellie par des jardins à la française qui s'étendent jusqu'à la bordure des anciens fossés de Campaure. Ces derniers, comblés depuis le XIVe siècle, forment une large voie descendant vers la Garonne (aujourd'hui cours de l'Intendance puis cours du Chapeau-Rouge).
Quand Tourny prend ses fonctions à Bordeaux en 1743, l'hôtel se compose de plusieurs bâtiments d'époques différentes. Le principal corps de logis, long de 102 pieds, large de 22, et haut de 45, est encadré par deux grosses tours en saillie sur la cour et sur le jardin. Dès 1744, afin de le sécuriser, Tourny demande à André Portier de construire une grande porte cochère, flanquées de deux pavillons, en avant du château, au niveau du cours de l'Intendance.

À la suite d'un incendie parti des toitures le 2 février 1756, l'intendant Tourny fait reconstruire l'hôtel de l'Intendance. La façade est rendue plus régulière avec onze travées à arcature et bossage, et les intérieurs sont refaits.

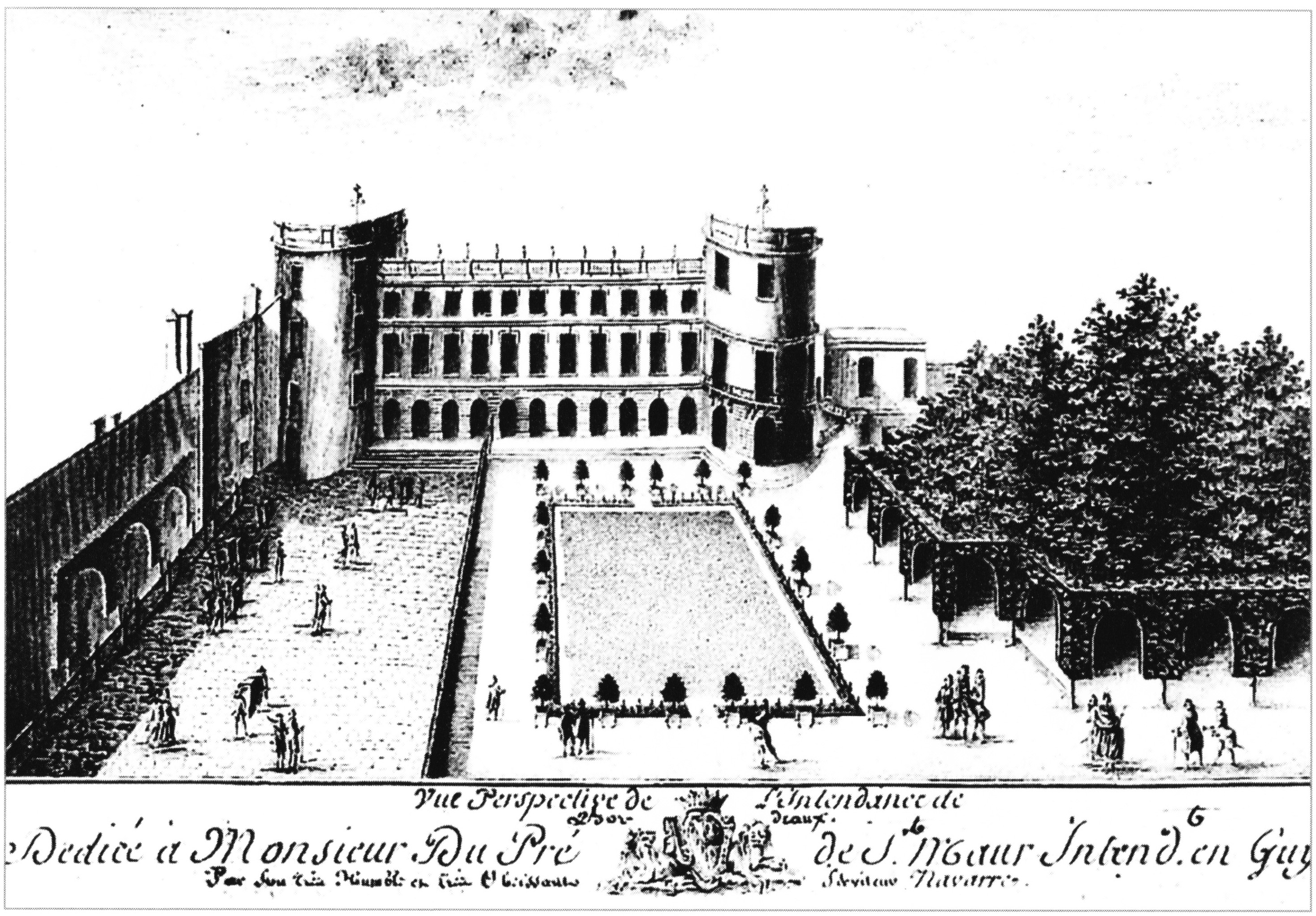
Vue de l'hôtel de l'Intendance sous Dupré de Saint-Maur, intendant de 1776 à 1785.

A proximité, il fait bâtir une Salle des concerts, qui est utilisée après l'incendie de la salle de spectacle de l'hôtel de ville, détruite en 1755 par un incendie. À partir de 1783, cette salle, attenante à l'hôtel de l'Intendance, est aussi mise à disposition du Musée de Bordeaux, par l'intendant Dupré de Saint-Maur qui en est le président. Cette société savante, moins aristocratique que l'Académie, est remplacée en 1791 par le Club National jusqu'en 1795. Puis, sous le Consulat, la Salle des concerts est détruite pour procéder à l'alignement de la rue des fossés de l'Intendance.

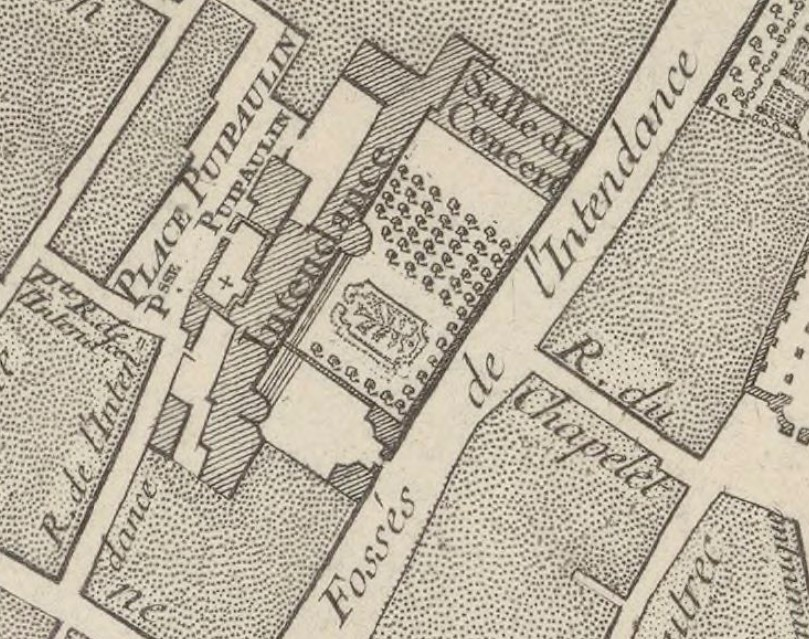
Sur ce plan de Bordeaux en 1755 on distingue la salle des concerts en haut, le bosquet et le jardin à la française au centre et la cour intérieur et la porte cochère en bas.

A la demande de l'intendant Boutin, successeur de Tourny, l'architecte Barreau de Chefdeville aménage pour l'intendante, à l'étage de la tour, une chambre desservie par un grand balcon. Celui-ci est ensuite repris en 1775 par les architectes Victor Louis et Richard-François Bonfin. De ce remaniement date le garde-corps en ferronnerie orné des lettres "L" royales entrelacées, monogramme de Louis XIV.

### L'hôtel du département puis propriété privée

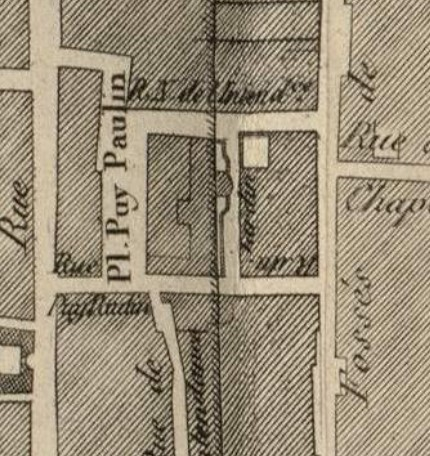
Vestige de l'hôtel de l'Intendance en 1831, après le lotissement de son jardin, et le percement des rues. On distingue en bas l'empreinte de la seconde tour.

En 1790, les postes d'intendants sont supprimés. Le bâtiment devient pendant une année l'hôtel du département, jusqu'à ce que les services de la Gironde s'installent dans l'ancien archevêché (actuel Palais Rohan). L'hôtel est vendu comme bien national le 27 octobre 1791 pour la somme de 560 000 livres (8 millions d'euros actuels) à cinq financiers : Péreire, Raphaël, Dupuch, Boué-Maurosin et Lindo. Les jardins sont alors lotis, et remplacés par un pâté d'immeubles compris entre la rue Louis-Combes (ex-rue du Jardin), la rue Paul-Painlevé, la rue Guilaume-Brochon et le cours de l'Intendance.

L'hôtel est ensuite vendu à M. Dussaut, qui le revend à Louis de Clouet, à son arrivée à Bordeaux en 1814, à la suite de la première Restauration de la monarchie. L'adresse est alors le 15 rue du Jardin. Après le décès en duel en 1822 de son fils Luis-Juan, que l'on rapporta mourant à l'hôtel, où il expira sur une table, sa mère ne veut plus habiter la demeure. Elle est vendue à M. Dubois d'Izon, qui la revend à M. Lefebvre, propriétaire en 1866.

### L'hôtel d'Auguste Journu
Le 13 juillet 1905, le négociant et collectionneur Auguste Journu, descendant d'une riche famille d'armateurs et négociants bordelais, entre en possession par achat de son épouse à la famille Felletin, en réemploi de ses biens dotaux.

## Architecture

### Extérieur
Le heurtoir de porte : heurtoir à boucle de style Louis XIV.
Sur les ferronneries des garde-corps et des impostes des portes-fenêtres, on lit les lettres "L" affrontées, monogramme du roi Louis XIV.

### Intérieur
L'hôtel conserve toujours les boiseries de la chambre de l'intendante dessinées par Victor Louis.
Quand Auguste Journu acquiert l'hôtel, il entreprend des travaux considérables. Les armes de la famille Journu sont représentées sur les vitraux des portes et fenêtres. Le hall d'accueil est monumentalisé.
Un remarquable et imposant grand escalier de marbre blanc occupe le centre de la tour au rez-de-chaussée.